# アドレー・スティーブンソン
アドレー・ユーイング・スティーブンソン2世（英語: Adlai Ewing Stevenson II、1900年2月5日 - 1965年7月14日）は、アメリカ合衆国の政治家。
ジョン・F・ケネディ、リンドン・B・ジョンソン政権で第5代アメリカ合衆国国際連合大使を務めた。1952年アメリカ合衆国大統領選挙と1956年アメリカ合衆国大統領選挙での民主党の大統領候補であった。大統領選挙で2度敗北した。

## 生涯

### 生い立ち
1900年2月5日にカリフォルニア州ロサンゼルスで政治家の家系に誕生した。祖父のアドレー・スティーブンソン1世は第23代アメリカ合衆国副大統領（1893年3月4日 – 1897年3月3日）だった。
イリノイ州ブルーミントンで成長し、チョート・スクールを経た後、プリンストン大学及びノースウェスタン大学を卒業した。1922年にプリンストン大学で学士号（歴史・文学）及び1926年にノースウェスタン大学で法学位を得た。

### イリノイ州知事
大学卒業後、スティーブンソンはシカゴで弁護士業を始めた。1931年に連邦政府入りし、ニューディール政策を担当した。第二次世界大戦中は海軍次官としてワシントンで働く。戦後は1946年と1947年に国際連合代表を務める。
数年来政界入りを考えていたスティーブンソンは、イリノイ州知事選挙で現職のドワイト・H・グリーンに対して地滑り的勝利で圧勝した。イリノイ州知事としてスティーブンソンは州警察の組織再編を行い、不法な賭博を厳しく取り締まり、州間高速道の整備を行った。

### 1952年アメリカ合衆国大統領選挙

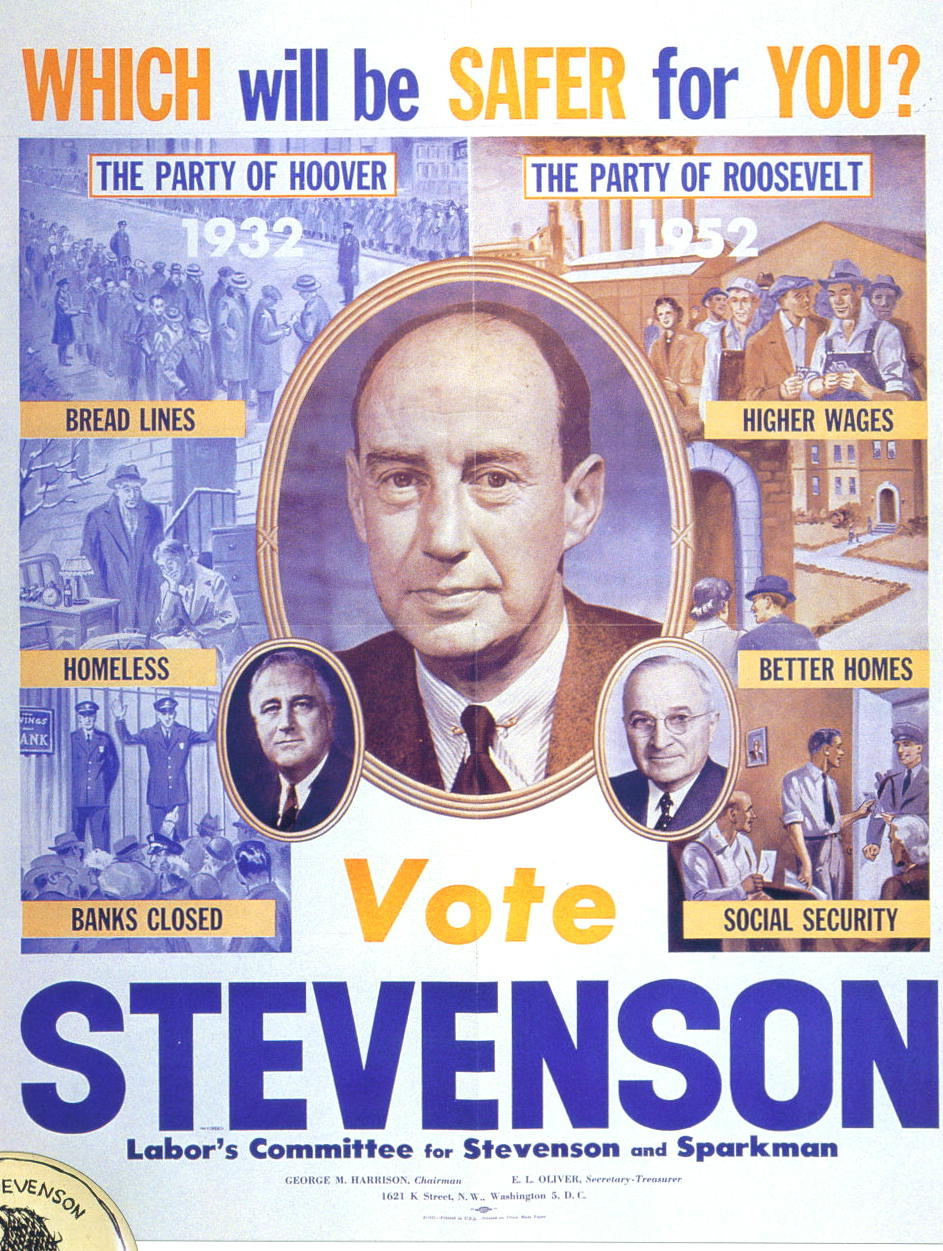
1952年アメリカ合衆国大統領選挙のポスター。世界恐慌下の共和党政権時代と、それから民主党政権を経た当時を比較している。

スティーブンソンがイリノイ州知事在職中の1952年初めにハリー・S・トルーマン大統領は、スティーブンソンが民主党の大統領候補を受諾するよう提案した。スティーブンソンは2期目の州知事選挙に出馬することを約束したとして、大統領候補指名の受諾を初めは躊躇した。彼の断言にもかかわらずに党の代表は彼を選択し、彼はシカゴの民主党全国大会で大統領候補への正式指名を受諾した。1952年アメリカ合衆国大統領選挙で9州しか確保できず、選挙人投票では442対89で敗退した。

### 1956年アメリカ合衆国大統領選挙
1956年アメリカ合衆国大統領選挙では2期目の再選を目指すドワイト・D・アイゼンハワー大統領に対し、民主党はスティーブンソンの他にエステス・キーフォーヴァー上院議員、アヴェレル・ハリマンの3人が大統領候補の座を争ったが、スティーブンソンが大統領候補に指名され、前回選挙と同様にアイゼンハワー対スティーブンソンの対決となった。しかし、今回も選挙人団投票で457対73と前回よりさらに差をつけられて敗退した。この選挙を最後に、本選挙で1度敗退した民主党指名大統領候補が次回以降の大統領選挙で再指名を得た例は無い。

## 1960年アメリカ合衆国大統領選挙と国際連合での活躍

### ケネディとの関係
1960年アメリカ合衆国大統領選挙の民主党党大会前、スティーブンソンは民主党の大統領候補への正式指名は求めていないが、別の指名要求は受けると発表した。しかしまだ推薦候補者としての未練があり、身内の新人であるジョン・F・ケネディの指名演説を拒否し、これは後の両者の緊張関係の原因になった。ケネディが指名されると、非常に有名な演説家であったスティーブンソンはケネディのためにキャンペーン活動を行った。

### 「イエスかノーか」

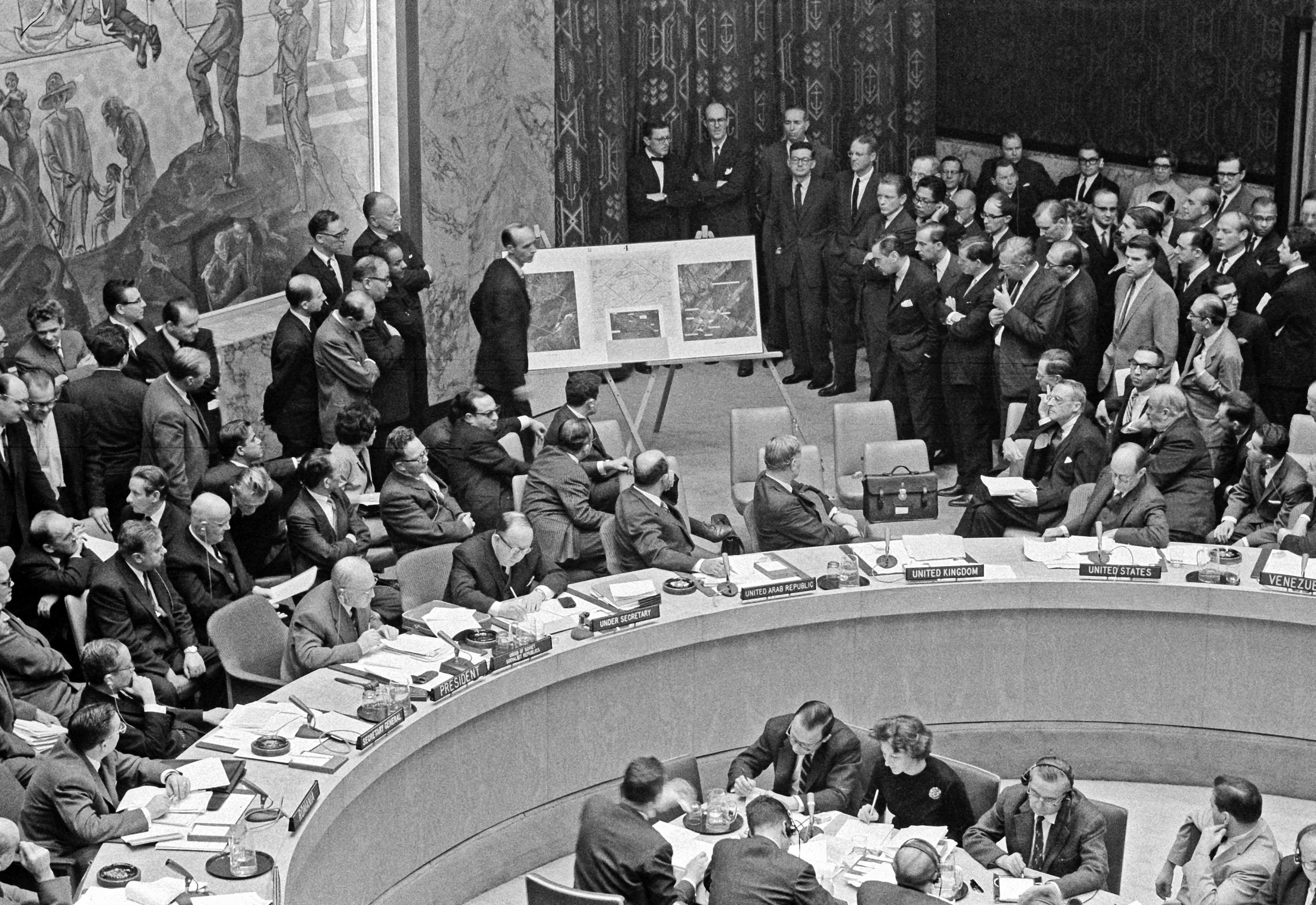
ミサイル問題を討議する安全保障理事会。スティーブンソンは円卓の写真右から2番目に着席し、後方に掲げられた偵察写真を解説している。

ケネディが勝利するとアメリカ合衆国国際連合大使に任命され、熱心にアメリカの外交政策を支えた。スティーブンソンが最も有名になったのはキューバ危機の時である。
1962年10月25日に行われた国際連合安全保障理事会の緊急会議においてソビエト連邦の代表団にミサイルをキューバに設置しているのか尋ね、ソ連のワレリアン・ゾリン大使が存在しないと否定した後、それを反証する決定的な写真を見せ｢通訳は必要無いでしょう。（ミサイルがあるのか否かを）イエスかノーでお答えして欲しい（ Don't wait for the translation, answer 'yes' or 'no'! ）」と再質問し、ゾーリンが解答を拒否するや、「地獄が凍りつくまで解答をお待ちしますよ（ I am prepared to wait for my answer until Hell freezes over. ）」と言い放った。この駆け引きで、ソ連がキューバにミサイルを配備していることを世界中に知らしめることに成功した。

## 死去
1965年7月14日にロンドン滞在中に客死した。追悼式はワシントン・イリノイ州スプリングフィールド・ブルーミントンにて行われた。

## 参照
1. ↑  1952年アメリカ合衆国大統領選挙と1956年アメリカ合衆国大統領選挙である。
2. ↑  キーフォーバーはジョン・F・ケネディを破って大統領候補の1人に名を挙げた。
3. ↑  共和党では1972年アメリカ合衆国大統領選挙でのリチャード・ニクソンが最後の例である。